# Ethilla aemula
Ethilla aemula är en tvåvingeart som först beskrevs av Johann Wilhelm Meigen 1824.  Ethilla aemula ingår i släktet Ethilla och familjen parasitflugor. Inga underarter finns listade i Catalogue of Life.